# Chivres-en-Laonnois
Chivres-en-Laonnois är en kommun i departementet Aisne i regionen Hauts-de-France i norra Frankrike. Kommunen ligger  i kantonen Sissonne som ligger i arrondissementet Laon. År 2022 hade Chivres-en-Laonnois 354 invånare.

## Befolkningsutveckling
Antalet invånare i kommunen Chivres-en-Laonnois
Referens: INSEE